# 觀音井何氏家族墓
觀音井何氏家族墓位於四川省巴中市南江縣，文物遺址年代判定為清。2012年7月16日公佈為第八批四川省文物保護單位。

## 簡介[2]
觀音井何氏家族墓位於四川省巴中市南江縣仁和鄉觀音井村三組，為咸豐丁巳年（1857）建帶墳亭的土塚石碑墓。該墓葬由土塚、墓碑、墳亭、供案組成，占地面積234平方公尺。塚前立四柱三間五重簷廡殿頂石質仿木構牌樓式花碑，連同兩側八字儀牆面闊7公尺，厚1.2公尺，高6公尺。碑座、明、次間枋、雀替及門罩、儀牆均深浮雕或鏤雕彩繪戲劇人物圖案，立柱、橫匾陰刻文字。觀音井何氏家族墓保存完整，碑身彩繪，人物雕刻栩栩如生；墳亭結構復雜，工藝精湛。該墓葬與古建築完美結合，具有一定的歷史價值和較高的工藝價值。第三次全國文物普查新發現。